# خورخي ويلموت
خورخي ويلموت (بالإسبانية: Jorge Wilmot)‏ هو رسام مكسيكي، ولد في 1928، وتوفي في 12 يناير 2012.